# R. Lee Ermey
Ronald Lee Ermey (Emporia (Kansas), 24 maart 1944 – Santa Monica (Californië), 15 april 2018) was een Amerikaans acteur en voormalig drilinstructeur van het US Marine Corps. Hij werd in 1988 genomineerd voor een Golden Globe voor zijn rol als drilinstructeur Hartman in het Vietnamoorlogsdrama Full Metal Jacket (1987) van Stanley Kubrick. Doorgaans verscheen hij als militair en/of autoritair personage, zoals een sheriff of een agent.
Ermey werd voor zijn rol in Full Metal Jacket genomineerd voor een Golden Globe en won hiervoor daadwerkelijk een Boston Society of Film Critics Award. Hij werd nochtans oorspronkelijk helemaal niet voor de rol van drilsergeant Hartman aangetrokken. Aanvankelijk werd hij ingehuurd voor de audities en training van de acteurs. Ermey bleek alleen zelf zo goed te passen in de rol van Hartman, dat hij ter plekke de rol kreeg.
Dat de rol van drillinstructeur Hartman Ermey zo goed paste, kwam omdat hij in realiteit daadwerkelijk in deze functie werkte voor de Amerikaanse mariniers. Hij behoorde elf jaar (1961-1971) tot het korps en vocht onder meer in de Vietnamoorlog. Verwondingen dwongen hem uit dienst te treden, waarop hij in Manilla studies in criminologie en drama oppakte.
Ermey trouwde in 1975 met Nila, met wie hij vier kinderen kreeg. Hij had al twee dochters uit een eerder huwelijk.
Hij overleed in 2018 op 74-jarige leeftijd aan de complicaties bij een longontsteking.

## Filmografie
*Exclusief televisiefilms

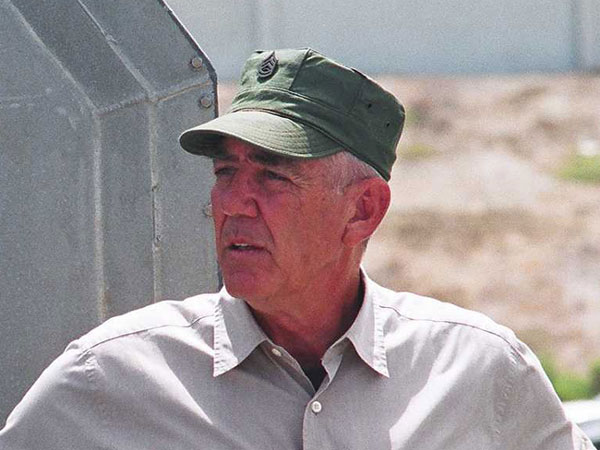

| - Solstice (2008) - The Texas Chainsaw Massacre: The Beginning (2006) - Shark Bait (2006, stem) - X-Men: The Last Stand (2006, stem) - Man of the House (2005) - Y.M.I. (2004) - The Texas Chainsaw Massacre (2003) - Willard (2003) - A.K.A. Birdseye (2002) - Frank McKlusky, C.I. (2002) - The Salton Sea (2002) - Run Ronnie Run (2002) - On the Borderline (2001) - Taking Sides (2001) - Scenes of the Crime (2001) - Megiddo: The Omega Code 2 (2001) - Recess: School's Out (2001, stem) - Evil Woman (2001, aka Saving Silverman) - Jericho (2000) - Buzz Lightyear of Star Command: The Adventure Begins (2000) - Skipped Parts (2000) - The Chaos Factor (2000) - Toy Story 2 (1999, stem) - Avalanche (1999) - Life (1999) - The Sender (1998) - Gunshy (1998) - Switchback (1997) | - Dead Men Can't Dance (1997) - Prefontaine (1997) - The Frighteners (1996) - Dead Man Walking (1995) - Under the Hula Moon (1995) - Toy Story (1995, stem) - Se7en (1995) - Leaving Las Vegas (1995) - Savate (1995) - Best of the Best 3: No Turning Back (1995) - Murder in the First (1995) - Love Is a Gun (1994) - Chain of Command (1994) - Naked Gun 33⅓: The Final Insult (1994) - On Deadly Ground (1994) - Body Snatchers (1993) - Sommersby (1993) - Hexed (1993) - True Identity (1991) - Toy Soldiers (1991) - The Terror Within II (1991) - Kid (1990) - The Rift (1990) - Fletch Lives (1989) - The Siege of Firebase Gloria (1989) - Demonstone (1989) - Mississippi Burning (1988) - Full Metal Jacket (1987) - Purple Hearts (1984) - Apocalypse Now (1979) - The Boys in Company C (1978) |